# Denise Zimmermann
Pour les articles homonymes, voir Zimmermann.
Denise Zimmermann, née le 25 novembre 1975, est une coureuse d'ultra-marathon suisse. Elle a remporté le Tor des Géants en 2015 et sept titres de championne suisse en ultra-marathon.

## Biographie
Pratiquant la course à pied de manière intensive comme loisir, Denise s'illustre dans des courses régionales. Elle remporte notamment trois fois la Transvialma, trail de 19 km.
Elle s'essaie à l'ultra-marathon au milieu des années 2000 et remporte son premier ultra-trail le 12 mai 2007 en s'imposant sur le Grand Raid Dentelles Ventoux de 100 km.
Elle franchit un palier en 2009 et se révèle sur la scène internationale de l'ultra-trail. Le 4 juillet, elle prend le départ de la première édition du Trail Verbier St-Bernard. Menant la course du début à la fin, elle remporte la victoire avec plus de deux heures et demi d'avance sur sa plus proche poursuivante et malgré le fait qu'elle n'avait pas de bonnes sensations. Elle effectue ensuite une solide course à l'Ultra-Trail du Mont-Blanc pour terminer au pied du podium.
Elle complète son panel de disciplines en s'essayant avec succès à la course militaire. Le 21 novembre 2010, elle remporte la victoire de la célèbre Frauenfelder Militärwettmarsch.
Le 12 mai 2012, elle prend part à l'édition inaugaurale des championnats suisses de 24 heures à Bâle. Elle domine la course et malgré une pause forcée en raison de crampes d'estomac, s'impose aisément avec 206,907 km. Elle remporte le titre et établit un nouveau record national. Elle confirme ses performances en ultra-marathon en réalisant une bonne course lors des 100 km de Bienne quatre semaines plus tard. Alors que la victoire semble promise à Daniela Sommer, cette dernière est victime de crampes musculaires à partir du 60e kilomètre. Denise en profite pour la rattraper et passer en tête à moins de dix kilomètres de l'arrivée. Elle remporte ainsi son second titre national en ultra-marathon.
Elle connaît un excellente saison 2014. Le 12 avril, elle termine deuxième de l'Ultra Trail de l'île de Madère. Elle remporte ensuite son second titre de championne suisse de 24 heures en améliorant son record à 210,558 km. Elle décroche un nouveau titre national sur 100 kilomètres en s'imposant à nouveau à Bienne. En été, enchaîne les trails avec succès. Le 28 juin, elle remporte sa course fétiche, le marathon des Grisons. Elle s'impose pour la quatrième fois au Trail Verbier St-Bernard puis termine troisième de l'Eiger Ultra Trail. Le 26 juillet, au terme de quatre semaines de compétitions sans interruption, elle remporte pour la première fois la victoire au Swiss Alpine Marathon K78, battant de près d'une demi-heure l'Allemande Claudia Kahl. Le 14 août, elle crée la sensation au Swiss Irontrail. Courant à un rythme élevé malgré des conditions météorologiques changeantes, elle se paie le luxe de devancer le leader masculin Thomas Ernst et franchit la ligne d'arrivée la première trente-neuf minutes avant ce dernier,. Elle effectue une solide prestation pour sa première participation au Tor des Géants et termine sur la troisième marche du podium après 98 h 27 min 16 s et malgré une morsure de chien,.
Elle est sélectionnée dans l'équipe nationale pour les championnats du monde des 24 heures à Turin mais doit lutter contre des crampes d'estomac. Elle termine à une lointaine 45e place et se voit ravir son record national par Gabriele Werthmüller,. Elle se rattrape un mois plus tard lors de la Self-Transcendence 24h à Bâle et parcours 221,414 km, améliorant ainsi de près de huit kilomètres le record national. Le 28 août, elle prend un départ prudent à l'Ultra Trail du Mont Blanc. Haussant le rythme en cours de route, elle remonte graduellement sur ses adversaires et parvient à s'offir la troisième marche du podium. Elle effectue ensuite une excellente course lors du Tor des Géants, prenant la tête. La course est cependant annulée le matin à 8 h 30 en raison de la météo particulièrement difficile. En tête à ce moment-là, elle est déclarée vainqueur,.
En 2016, elle est diagnostiquée d'un cancer du rein. La maladie étant encore à un stade précoce, elle est opérée avec succès le 31 octobre et reprend l'entraînement dix-sept jours plus tard.
Le 13 mai 2017, elle décroche son septième titre national en devenant championne suisse de 12 heures à Bâle. Le 19 novembre, elle confirme son talent pour la course militaire en s'imposant pour la cinquième fois à Frauenfeld.
Le 16 octobre 2020, elle prend part à la première édition des championnats suisses de 48 heures à Brugg. Ne parvenant pas à trouver son rythme, elle termine sixième avec seulement 93,4 km parcours, loin des 273,710 km de la gagnante Yvonne Hugelshofer. Elle décroche tout de même la médaille de bronze aux championnats,.

## Palmarès

### Ultra-trail
| no   | féminin            | Course                                 | Longueur | Départ             | Temps             |
| ---- | ------------------ | -------------------------------------- | -------- | ------------------ | ----------------- |
| 14e  | Médaille d'or      | Trail Verbier St-Bernard - La Boucle   | 105 km   | 4 juillet 2009     | 17 h 12 min 58 s  |
| 107e | 4e                 | Ultra-Trail du Mont-Blanc              | 168 km   | 28 août 2009       | 31 h 16 min 38 s  |
| 14e  | Médaille d'or      | Trail Verbier St-Bernard - La Boucle   | 110 km   | 3 juillet 2010     | 17 h 42 min 38 s  |
| 11e  | Médaille d'or      | Trail Verbier St-Bernard - La Boucle   | 110 km   | 2 juillet 2011     | 17 h 16 min 15 s  |
| 43e  | 4e                 | Ultra-Trail du Mont-Blanc              | 168 km   | 26 août 2011       | 29 h 26 min 39 s  |
| 28e  | Médaille de bronze | Transgrancanaria                       | 123 km   | 2 mars 2012        | 18 h 23 min 45 s  |
| 5e   | Médaille d'or      | Magredi Mountain Trail                 | 100 mi   | 12 octobre 2012    | 24 h 4 min 21 s   |
| 24e  | Médaille d'argent  | Ultra Trail de l'île de Madère         | 115 km   | 12 avril 2014      | 21 h 22 min 49 s  |
| 14e  | Médaille d'or      | Trail Verbier St-Bernard - X-Alpine    | 111 km   | 12 juillet 2014    | 18 h 40 min 3 s   |
| 15e  | Médaille de bronze | Eiger Ultra Trail                      | 101 km   | 19 juillet 2014    | 14 h 27 min 20 s  |
| 15e  | Médaille d'or      | Swiss Alpine Marathon K78              | 78 km    | 26 juillet 2014    | 7 h 47 min 57 s   |
| 1re  | Médaille d'or      | Swiss Irontrail T201                   | 201 km   | 14 août 2014       | 38 h 15 min 55 s  |
| 32e  | Médaille de bronze | Tor des Géants                         | 330 km   | 7 septembre 2014   | 98 h 27 min 16 s  |
| 17e  | Médaille d'or      | Trail Verbier St-Bernard - X-Alpine    | 111 km   | 11 juillet 2015    | 22 h 4 min 9 s    |
| 7e   | Médaille d'argent  | Swiss Irontrail T201                   | 201 km   | 13 août 2015       | 41 h 4 min 59 s   |
| 41e  | Médaille de bronze | Ultra-Trail du Mont-Blanc              | 168 km   | 28 août 2015       | 27 h 33 min 51 s  |
| 11e  | Médaille d'or      | Tor des Géants                         | 303 km   | 13 septembre 2015  | 79 h 12 min 35 s  |
| 11e  | Médaille d'or      | Ultra Trail Lago d'Orta                | 90 km    | 17 octobre 2015    | 13 h 53 min 10 s  |
| 26e  | Médaille d'argent  | Trail Verbier St-Bernard - X-Alpine    | 111 km   | 9 juillet 2016     | 23 h 0 min 42 s   |
| 5e   | Médaille d'argent  | Swiss Irontrail T201                   | 201 km   | 5 août 2016        | 40 h 48 min 57 s  |
| 23e  | Médaille de bronze | Scenic Trail K113                      | 119 km   | 9 juin 2017        | 20 h 46 min 48 s  |
| 17e  | Médaille d'argent  | Zugspitz Ultratrail                    | 101 km   | 17 juin 2017       | 15 h 15 min 3 s   |
| 19e  | Médaille d'argent  | Trail Verbier St-Bernard - X-Alpine    | 111 km   | 8 juillet 2017     | 22 h 4 min 13 s   |
| 7e   | Médaille d'or      | Swiss Alpine T214                      | 215 km   | 28 juillet 2017    | 41 h 47 min 19 s  |
| 11e  | Médaille d'argent  | Ultra Tour Monte Rosa                  | 170 km   | 1er septembre 2017 | 38 h 47 min 55 s  |
| 24e  | Médaille d'or      | Scenic Trail K113                      | 113 km   | 8 juin 2018        | 20 h 26 min 48 s  |
| 26e  | Médaille d'or      | Trail Verbier St-Bernard - X-Alpine    | 111 km   | 7 juillet 2018     | 22 h 14 min 56 s  |
| 6e   | Médaille d'or      | Swiss Alpine T127                      | 127 km   | 28 juillet 2018    | 18 h 47 min 17 s  |
| 17e  | Médaille de bronze | Ultra Trail Lago d'Orta                | 120 km   | 19 octobre 2018    | 19 h 35 min 46 s  |
| 51e  | Médaille d'argent  | Maxi-Race du Lac d'Annecy - Ultra-Race | 116 km   | 25 mai 2019        | 18 h 13 min 59 s  |
| 9e   | Médaille d'or      | Scenic Trail K113                      | 119 km   | 14 juin 2019       | 19 h 36 min 58 s  |
| 20e  | Médaille d'argent  | Stubai Ultratrail                      | 65 km    | 29 juin 2019       | 12 h 12 min 30 s  |
| 20e  | Médaille d'argent  | Trail Verbier St-Bernard - X-Alpine    | 111 km   | 6 juillet 2019     | 21 h 42 min 14 s  |
| 22e  | Médaille d'argent  | Scenic Trail K119                      | 119 km   | 25 juin 2022       | 20 h 41 min 11 s  |
| 7e   | Médaille d'or      | SwissPeaks 360                         | 367 km   | 28 août 2022       | 101 h 38 min 52 s |
| 8e   | Médaille d'or      | Swiss Irontrail T105                   | 104,5 km | 1er juillet 2023   | 16 h 48 min 26 s  |
| 11e  | Médaille d'argent  | SwissPeaks 360                         | 365 km   | 3 septembre 2023   | 99 h 26 min 9 s   |
| 16e  | Médaille de bronze | Scenic Trail K130                      | 130 km   | 7 juin 2024        | 21 h 38 min 7 s   |
| 9e   | Médaille d'argent  | Swiss Irontrail T102                   | 102,5 km | 29 juin 2024       | 17 h 5 min 45 s   |
| 11e  | Médaille d'argent  | Crossing Switzerland                   | 390 km   | 20 juillet 2024    | 97 h 0 min 39 s   |
| 11e  | Médaille d'or      | SwissPeaks 660                         | 660 km   | 26 août 2024       | 118 h 31 min 10 s |
| 21e  | Médaille de bronze | Scenic Trail K130                      | 130 km   | 6 juin 2025        | 20 h 47 min 38 s  |
| 8e   | Médaille d'or      | Swiss Irontrail T78                    | 78,0 km  | 28 juin 2025       | 11 h 56 min 11 s  |

### Marathon de montagne
| no  | féminin            | Course               | Longueur | Départ       | Temps           |
| --- | ------------------ | -------------------- | -------- | ------------ | --------------- |
| 23e | Médaille d'argent  | Marathon des Grisons | 42,2 km  | 26 juin 2010 | 4 h 11 min 21 s |
| 23e | Médaille de bronze | LGT Alpin Marathon   | 42,2 km  | 11 juin 2011 | 3 h 45 min 59 s |
| 12e | Médaille d'argent  | Marathon des Grisons | 42,2 km  | 26 juin 2011 | 4 h 24 min 40 s |
| 22e | Médaille d'argent  | LGT Alpin Marathon   | 42,2 km  | 2 juin 2012  | 3 h 47 min 46 s |
| 18e | Médaille d'or      | Marathon des Grisons | 42,2 km  | 23 juin 2012 | 4 h 25 min 15 s |
| 16e | Médaille d'or      | Marathon des Grisons | 42,2 km  | 29 juin 2014 | 4 h 30 min 54 s |

### Route
| Année | Compétition                         | Lieu        | Place | Épreuve          | Performance     |
| ----- | ----------------------------------- | ----------- | ----- | ---------------- | --------------- |
| 2010  | Marathon de Winterthour             | Winterthour | 2e    | Marathon         | 2 h 59 min 23 s |
| 2010  | Frauenfelder Militärwettmarsch      | Frauenfeld  | 1re   | Course militaire | 3 h 22 min 3 s  |
| 2012  | Marathon de Winterthour             | Winterthour | 1re   | Marathon         | 3 h 2 min 19 s  |
| 2012  | Championnats de Suisse de 24 heures | Bâle        | 1re   | 24 heures        | 206,907 km      |
| 2012  | 100 km de Bienne                    | Bienne      | 1re   | 100 km           | 8 h 26 min 50 s |
| 2012  | Frauenfelder Militärwettmarsch      | Frauenfeld  | 1re   | Course militaire | 3 h 31 min 58 s |
| 2013  | Championnats de Suisse de 24 heures | Brugg       | 1re   | 24 heures        | 185,493 km      |
| 2013  | Frauenfelder Militärwettmarsch      | Frauenfeld  | 2e    | Course militaire | 3 h 26 min 3 s  |
| 2014  | Championnats de Suisse de 24 heures | Bâle        | 1re   | 24 heures        | 210,558 km      |
| 2014  | 100 km de Bienne                    | Bienne      | 1re   | 100 km           | 8 h 30 min 58 s |
| 2014  | Frauenfelder Militärwettmarsch      | Frauenfeld  | 1re   | Course militaire | 3 h 23 min 34 s |
| 2015  | 100 km de Bienne                    | Bienne      | 1re   | 100 km           | 8 h 38 min 31 s |
| 2015  | Frauenfelder Militärwettmarsch      | Frauenfeld  | 1re   | Course militaire | 3 h 38 min 19 s |
| 2017  | Championnats de Suisse de 12 heures | Bâle        | 1re   | 12 heures        | 119,148 km      |
| 2017  | Frauenfelder Militärwettmarsch      | Frauenfeld  | 1re   | Course militaire | 3 h 44 min 28 s |

## Records
| Épreuve        | Performance     | Date          | Lieu   |
| -------------- | --------------- | ------------- | ------ |
| Marathon       | 2 h 55 min 22 s | 22 avril 2012 | Zurich |
| 100 kilomètres | 8 h 26 min 51 s | 9 juin 2012   | Bienne |
| 6 heures       | 67,046 km       | 12 mai 2012   | Bâle   |
| 12 heures      | 127,499 km      | 13 mai 2012   | Bâle   |
| 24 heures      | 221,414 km      | 10 mai 2015   | Bâle   |